# Lettre ornée
 (novembre 2024).

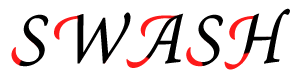
Lettres ornées dont les ornements sont indiqués en rouge. Le mot entier écrit tel quel est considéré comme une aberration stylistique.

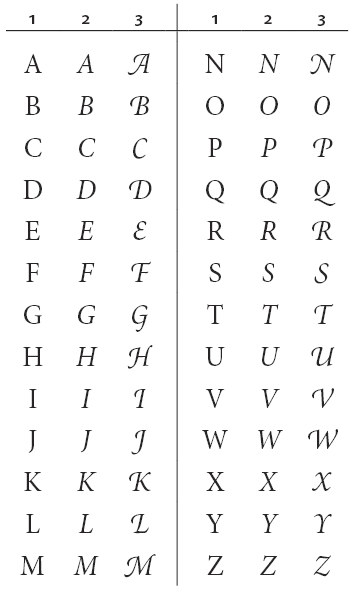
Minion Pro en majuscule en style romain (1), italique (2) et orné (3).

Une lettre ornée est une lettre avec des ornements, similaires à des prolongements de tracé ou des empattements exagérés. Le trait plus représentatif de la lettre ornée est la présence des imbrications harmonieuses qui mêlent des traits du naturalisme et effets décoratifs. Ce type de lettre naît pour rendre hommage au propriétaire du livre. L’ornement, appelé cadeau en calligraphie française classique, est partie intégrante de l’écriture manuscrite. Des polices typographiques inspirées de l’écriture manuscrite, en particulier des italiques, peuvent être dotées d’ornements plus simples, mais également des polices de tous styles.
Une fonte de lettres ornées sert généralement en appoint d’une fonte identique sans ornements. La lettre ornée sert exclusivement en tant qu’initiale (première lettre d’un mot) ou éventuellement finale, selon l’emplacement de l’ornement, à l’exclusion des lettres médianes, car l’ornement latéral provoque un décalage qui nuit à la fois à l’esthétique et à la lisibilité. En revanche les lettres comportant un ornement en hauteur (ascendantes ou descendantes) peuvent être utilisées à l’intérieur d’un mot, avec parcimonie (trop de lettres ornées vont à l’encontre de l’esthétique générale).
Certaines de ces lettres ornées[Lesquelles ?] sont devenues des lettres additionnelles à part entière de l'alphabet latin étendu, notamment certaines lettres avec crochet.
La lettre ornée était largement utilisée dans la composition typographique traditionnelle pour embellir les manuscrits, par contre aujourd’hui ce type de décor sert surtout pour capter l’attention sur un paragraphe ou un chapitre. 

## Histoire
Les premiers exemples de lettres ornées remontent au VIe siècle, mais à partir du Xe l'ornementation des manuscrits devient une pratique courante chez les copistes. L'initiale ornée est une lettre qui a un format, des colorations et des décors spécifiques qui la rendent différente des autres lettres; sa fonction est double: ornementale et signalétique. 
Dans les manuscrits, le décor avait la fonction de souligner les articulations principales du texte. La plupart de décor était fait par l’enlumineur, l’artisan qui réalise les décors à l’encre de couleur dans les manuscrits. Il s’occupait aussi de réaliser les initiales ornées, celles-ci occupaient une place très importante dans le texte.
Au cours du XIIe siècle se développent les premiers types d’initiales ornées, celles-ci peuvent être classifiées selon la réalisation et selon une hiérarchie en :
- Initiale historiée (Première lettre d’un mot peinte ou dessinée, qui représente une scène historique ou un personnage)

- Initiale ornée (lettre peinte ou dessinée, comportant des motifs anthropomorphes, végétaux, animaliers ou géométriques),

- l’initiale champie[1] (lettre dorée sur un fond peint, généralement bleu ou rose).

- Initiale filigranée (XIIe siècle). Il s’agit d’une initiale de couleur décorée avec des motifs filiformes. Une ultérieure version de la lettre filigranée est l’initiale puzzle à filigranes où le cadre de la lettre était découpé en deux morceaux qui venaient peint en couleurs différentes et séparées par un filet de parchemin.

- Initiale sans filigranes, dite lettrine ou verset, est exécutée au minimum, à partir du XIe et elle est largement utilisée dans différentes époques. (époque romaine, époque gothique)

- Pied de mouche, symbole d’ornement dessiné avec une encre rouge vif.

Cette hiérarchisation des initiales a été créée pour pouvoir distinguer les textes des bibles.
Naturellement les initiales ont caractéristiques différentes selon les régions et les pays, mais surtout le répertoire des motifs représenté dans la lettre varie selon la période.

## Galerie

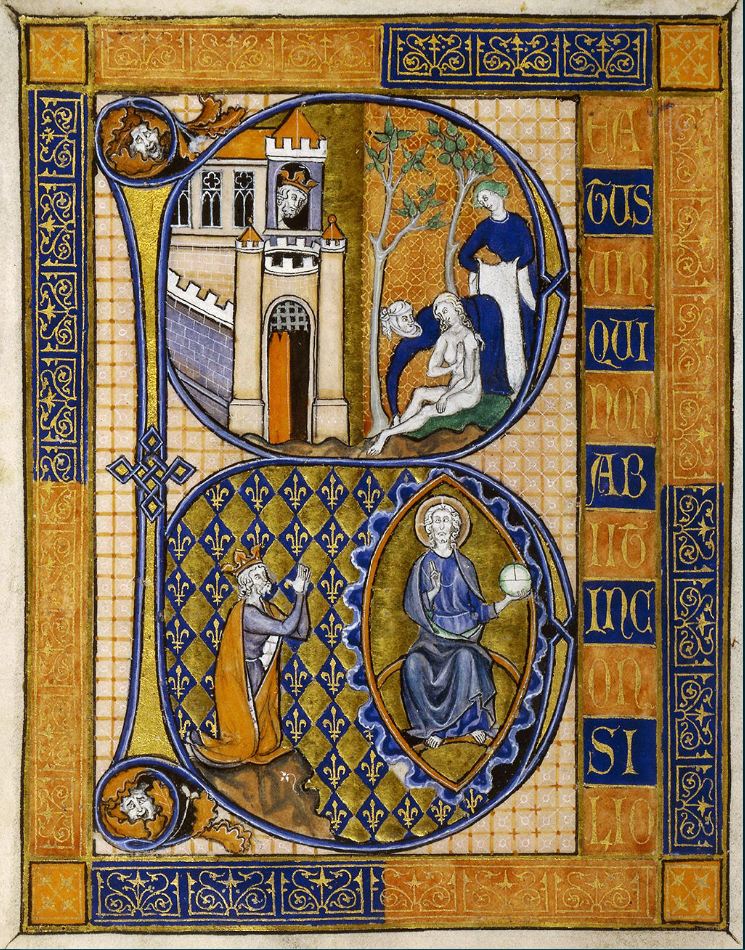
Initiale historiée, Lettre B du Beatus Vir, France, milieu du XIIIe siècle
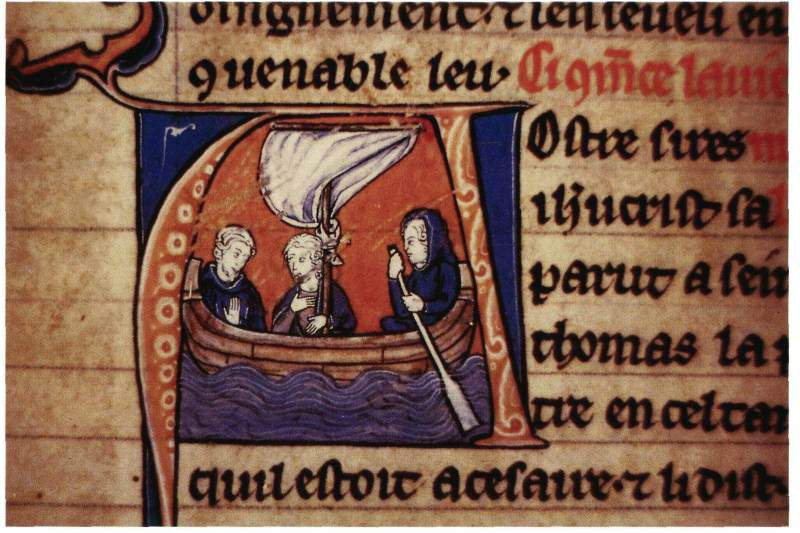
Lettre ornée de La Légende dorée de Jacques de Voragine. Le pigment rouge de l'encre est du cinabre (Devezeux et als, 2002)
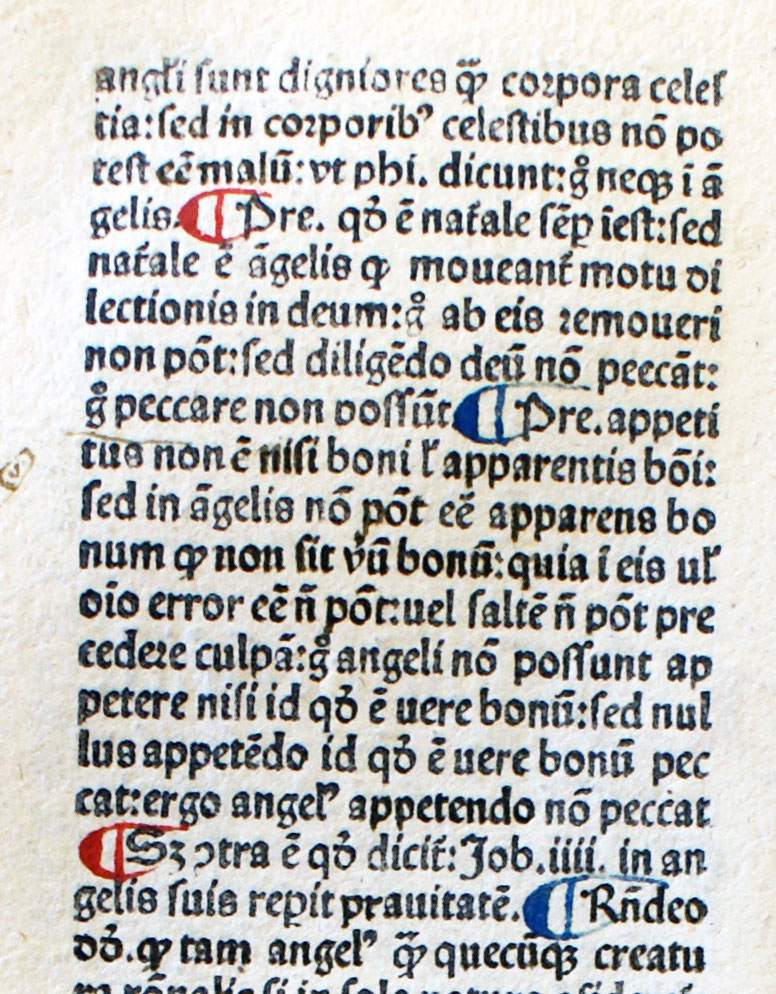
Pied-de-mouche. Détail de l'incunable Summa theologica (Venise, 1477). Collection Queen's University (Canada)